# De Administrando Imperio
De Administrando Imperio (Sobre la administración del Imperio) es el título común usado para referirse a la obra erudita del emperador bizantino Constantino VII escrita hacia 950. Su título original era "Pros ton idion yion Romanon" ("A nuestro propio hijo Romano", en griego: "Πρὸς τὸν ἴδιον υἱὸν Ῥωμανόν") y consiste en un manual de política interior y exterior para uso de su hijo y sucesor, el emperador Romano II. Ofrece consejos sobre cómo gobernar un imperio multiétnico y sobre cómo luchar contra los enemigos externos del mismo. Es uno de los documentos históricos más importantes que han sobrevivido del período medio bizantino.

## Autor y contexto

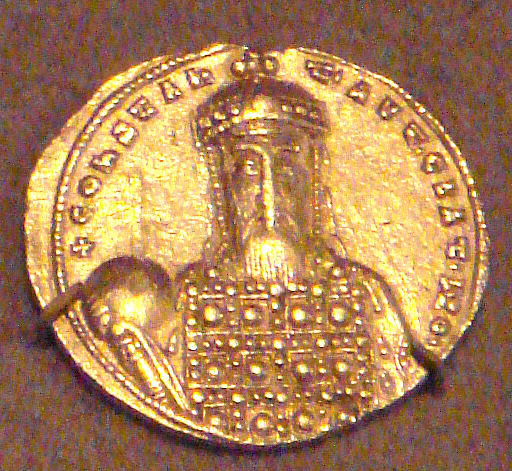
Moneda de oro con la efigie de Constantino VII.

Constantino era un erudito-emperador, que trató de fomentar el aprendizaje y la educación en el Imperio bizantino. Produjo muchas otras obras, como De Ceremoniis, un tratado sobre la etiqueta y los procedimientos de la corte imperial, y una biografía de su abuelo, Basilio I. De Administrando Imperio fue escrito entre 948 y 952. Contiene consejos sobre cómo gobernar imperios étnicamente mixtos, así como la lucha contra los enemigos extranjeros. El trabajo combina dos de los tratados anteriores de Constantino, "Sobre el Gobierno del Estado y las distintas naciones" (Περί Διοικήσεως τοῦ Κράτους βιβλίον καί τῶν διαφόρων Έθνῶν), en relación con la historia y los personajes de las naciones vecinas del Imperio, incluyendo el Rus de Kiev, los árabes, lombardos, armenios y georgianos, y "Sobre los temas de Oriente y Occidente" (Περί θεμάτων Άνατολῆς καί Δύσεως, conocida en latín como De Thematibus), en relación con los recientes acontecimientos en las provincias imperiales. A esta combinación le fueron añadidas instrucciones políticas del propio Constantino para su hijo Romano.

## Contenido
El contenido del libro, según su preámbulo, se divide en cuatro secciones: i) una clave para la política exterior en la zona más peligrosa y complicada de la escena política contemporánea, el área de los norteños y los escitas, ii) una lección sobre la diplomacia a llevar a cabo en el trato con las naciones del mismo área, iii) un estudio exhaustivo geográfico e histórico de la mayoría de las naciones vecinas y iv) un resumen de la historia reciente interna, la política y la organización del imperio. Contrariamente a la información histórica y geográfica, que a menudo es confusa y basada en leyendas, esta información es, en esencia, confiable.
El tratado histórico y anticuario, que el emperador había recopilado durante los años 940, está contenido en los capítulos 12 a 40. Este tratado contiene cuentos tradicionales y legendarios de cómo los territorios que rodean el Imperio (sarracenos, lombardos, venecianos, eslavos, magiares y pechenegos) llegaron en el pasado a ser ocupados por los habitantes que vivían en ellos en tiempos del emperador. Los capítulos 1-8 y 10-12 explican la política imperial hacia los pechenegos y turcos. El capítulo 13 es una directiva general sobre la política exterior del emperador. Los capítulos 43-46 son acerca de la política contemporánea en el noreste (Armenia y Georgia). Las guías para la incorporación y la fiscalidad de las nuevas provincias imperiales, y algunas partes de la administración civil y naval, se encuentran en los capítulos 49 a 52. Los capítulos posteriores (en particular el capítulo 53) fueron diseñados para dar instrucciones prácticas para el emperador Romano II, y fueron probablemente añadidos durante el año 951-952, a fin de marcar el decimocuarto cumpleaños de Romano (952).